# Liste der Orte in Hampshire
Dies ist eine Liste der Orte in der zeremoniellen Grafschaft Hampshire in England.

## A
Abbots Worthy -
Abbotstone -
Abbotts Ann -
Abbotts Ann Down -
Abbotts Barton -
Abbotswood -
Adbury -
Adhurst St Mary -
Alderholt -
Aldern Bridge -
Aldershot -
Allum Green -
Alresford, New -
Alresford, Old -
Alton -
Alverstoke -
Ampfield -
Amport -
Andover -
Andover Down -
Andwell -
Anna Valley -
Ansty -
Appleshaw -
Ash Vale -
Ashe -
Ashe Warren -
Ashford Hill -
Ashfield -
Ashlett -
Ashley -
Ashley Warren -
Ashurst -
Avington -
Awbridge -
Axford -
Axmansford

## B
Baffins -
Bagnum -
Bank -
Bartley -
Barton on Sea -
Barton Stacey -
Basingstoke -
Bassett -
Bassett Green -
Baughurst -
Beaulieu -
Beauworth -
Bedhampton -
Beech -
Beggarwood -
Bentley -
Bentworth -
Bickton -
Bighton -
Binley -
Binsted -
Bishop's Green -
Bishop's Sutton -
Bishopstoke -
Bishop's Waltham -
Bisterne -
Bitterne -
Bitterne Park -
Bitterne Manor -
Blackfield -
Blackmoor -
Blacknest -
Blackwater -
Blashford -
Blendworth -
Blissford -
Boarhunt -
Bolderwood -
Boldre -
Bordean -
Bordon -
Botley -
Bournemouth -
Bradley -
Braishfield -
Brambridge -
Bramdean -
Bramley -
Bramley Corner -
Bramley Green -
Bramshaw -
Bramshill -
Bramshott -
Bransbury -
Breamore -
Brockenhurst -
Brook -
Brookheath -
Broughton -
Brown Candover -
Broxhill -
Buckland -
Bucklers Hard -
Bull Hill -
Burgate -
Burghclere -
Buriton -
Burkham -
Burley -
Burridge -
Bursledon -
Butlocks Heath -
Butser Hill

## C
Cadnam -
Calmore -
Calshot -
Catherington -
Catisfield -
Chalton -
Chandler's Ford -
Charlton Down -
Charter Alley -
Chartwell Green -
Chattis Hill -
Chawton -
Cheriton -
Chilbolton -
Chilbolton Down -
Chilcomb -
Chilton Candover -
Chilworth -
Chineham -
Christchurch -
Chithurst -
Church Crookham -
Chute Cadley -
Chute Forest -
Chute Standen -
Clanfield -
Clanville -
Cliddesden -
Colden Common -
Cole Henley -
Colemore -
Compton -
Conford -
Conholt -
Copnor -
Copythorne -
Corhampton -
Cosham -
Cottonworth -
Cove -
Cowplain -
Crampmoor -
Crawley -
Crendell -
Cripplestyle -
Crockerhill -
Crondall -
Crookham Village -
Crow -
Curdridge

## D
Damerham -
Deane -
Denmead -
Dibden -
Dibden Purlieu -
Ditcham -
Dogmersfield -
Downton -
Drayton -
Droxford -
Dummer -
Dunbridge -
Dunley -
Durford Wood -
Durley

## E
East Anton -
East Boldre -
East Cholderton -
East End -
East Martin -
East Meon -
East Mills -
East Stratton -
East Tisted -
East Wellow -
East Woodhay -
East Worldham -
Eastern Docks -
Eastleigh -
Eastney -
Easton -
Eling -
Ellingham -
Ellisfield -
Elvetham -
Embley -
Emery Down -
Empshott -
Emsworth -
Enham Alamein -
Eversley -
Eversley Centre -
Eversley Cross -
Everton -
Ewshot -
Exbury -
Exbury Gardens -
Exton

## F
Faberstown -
Faccombe -
Fair Oak -
Fareham -
Fareham Common -
Farleigh Wallop -
Farlington -
Farnborough -
Farringdon -
Fawley -
Finchdean -
Finkley -
Finkley Down -
Firgo -
Fishers Pond -
Fleet -
Flexcombe -
Fobdown -
Fordingbridge -
Forest Corner -
Forton -
Four Marks -
Fox Amport -
Foxcotte -
Fratton -
Freefolk -
Fritham -
Frogham -
Froxfield -
Froyle -
Fullerton -
Funtley -
Furze Hill -
Fyfield

## G
Godshill -
Godshill Green -
Godshill Wood -
Goodworth Clatford -
Gore End -
Gorley Lynch -
Gosport -
Grateley -
Grayshott -
Great Shoddesden -
Greatham -
Greywell -
Griggs Green -
Gundleton

## H
Hale -
Hale Park -
Hale Purlieu -
Hamble-le-Rice -
Hambledon -
Hangersley -
Hannington -
Harbridge -
Hardley -
Hardway -
Harestock -
Hare Warren -
Hartford Bridge -
Hartley Mauditt -
Hartley Wespall -
Hartley Wintney -
Hatch Warren -
Hatherden -
Havant -
Hawkley -
Hawley -
Hayling Island -
Hazeley Heath -
Headbourne Worthy -
Headley -
Headley Down
Heath End -
Heath House -
Heckfield -
Heckfield Heath -
Hedge End -
Herriard -
Highbridge -
Highclere -
Highcliffe -
Highfield -
Hightown -
Hightown Hill -
Highwood -
Hill Brow -
Hill Head -
Hillyfields -
Hilsea -
Hinton -
Hinton Admiral -
Hinton Ampner -
Hinton Daubney -
Holbury -
Hollywater -
Holm Mills -
Holybourne -
Hook, Basingstoke -
Hook, Warsash -
Hook Common -
Hordle -
Horndean -
Horsebridge -
Horton Heath -
Houghton -
Houghton Down -
Hound -
Hound Green -
Horndean -
Hungerford -
Hurn -
Hursley -
Hurst -
Hurstbourne Priors -
Hurstbourne Tarrant -
Hyde -
Hythe -
Hythe Marina Village

## I
Ibsley -
Ibthorpe -
Ibworth -
Idsworth -
Inhurst -
Isington -
Itchen Abbas -
Itchen Stoke

## K
Kings Worthy -
Kempshott -
Keyhaven -
Kilmeston -
Kimbridge -
Kimpton -
Kimpton Down -
Kings Somborne -
Kings Worthy -
Kingsclere -
Kingston -
Knights Enham -
Knightwood -
Knowle

## L
Langley -
Langrish -
Langstone -
Lasham -
Laverstoke -
Leckford -
Lee -
Lee-On-The-Solent -
Leigh Park -
Lepe -
Linbrook -
Linch -
Lindford -
Linford -
Linkenholt -
Linwood -
Liphook -
Liss -
Litchfield -
Little Ann -
Little Down -
Little Hatherden -
Little London (Andover) -
Little London (Tadley) -
Little Park -
Little Posbrook -
Little Shoddesden -
Little Somborne -
Littleton -
Lockerley -
Locks Heath -
Long Common -
Long Sutton -
Longmoor -
Longparish -
Longstock -
Longstock Park -
Lopshill -
Lovedean -
Lower Chute -
Lower Clatford -
Lower Daggons -
Lower Farringdon -
Lower Froyle -
Lower Swanwick -
Lower Upham -
Lower Wield -
Lower Woodcott -
Lower Wyke -
Ludgershall -
Lychpit -
Lymington -
Lyndhurst

## M
Malshanger -
Mapledurwell -
Marchwood -
Marsh Court -
Martin -
Martyr Worthy -
Matchams -
Mattingley -
Medstead -
Meon -
Meonstoke -
Micheldever -
Michelmersh -
Middle Wallop -
Middle Wyke -
Midgham -
Milford on Sea -
Milland -
Milton -
Minstead -
Mislingford -
Mockbeggar -
Monk Sherborne -
Monkwood -
Monxton -
Morestead -
Mortimer West End -
Mottisfont -
Moundsmere

## N
Nately Scures -
Neatham -
Nether Wallop -
Netherton -
Netley -
Netley Abbey -
New Alresford -
Newbridge -
New Forest -
New Milton -
Newfound -
Newnham -
Newton Stacey -
Newton Valence -
Newtown -
Newtown Common -
Norley Wood -
North Baddesley -
North Boarhunt -
North End -
North Gorley -
North Houghton -
North Oakley -
North Stoneham -
North Sydmonton -
North Waltham -
North Warnborough -
Northington -
Northington Down -
Nursling -
Nursted -
Nutley -
Nyewood

## O
Oakhanger -
Oakley -
Ocean Village -
Odiham -
Ogdens -
Old Alresford -
Old Basing -
Old Bursledon -
Ossemsley -
Otterbourne -
Over Wallop -
Overton -
Over Wallop -
Ovington -
Ower -
Owslebury -
Owslebury Bottom

## P
Palestine -
Pamber End -
Pamber Green -
Pamber Heath -
Paulsgrove -
Park Gate -
Passfield -
Pennington -
Penton Corner -
Penton Grafton -
Penton Harroway -
Penton Mewsey -
Penwood -
Perham Down -
Petersfield -
Phoenix Green -
Picket Hill -
Picket Piece -
Picket Post -
Picket Twenty -
Pilcott -
Pill Heath -
Pilley -
Pitt -
Plaitford -
Plastow Green -
Plumley -
Port Solent -
Portchester -
Portmore -
Portsea -
Portsmouth -
Poulner -
Preston Candover -
Prinsted -
Priors Dean -
Privett -
Purbrook -
Purbrook Heath -

## Q
Quarley

## R
Rafborough -
Ragged Appleshaw -
Rake -
Ramridge Park -
Ramsdean -
Ramsdell -
Red Post Bridge -
Red Rice -
Redenham -
Redenham Park -
Ringwood -
Rockbourne -
Rockford -
Rogate -
Romsey -
Ropley -
Rotherwick -
Rowlands Castle -
Rownhams

## S
Sandford -
Sandleheath -
Sarisbury -
Sarisbury Green -
Segensworth West -
Selborne -
Shalden -
Shawford -
Shedfield -
Sheet -
Selborne -
Shedfield -
Sherborne St John -
Sherfield English -
Sherfield on Loddon -
Shipton Bellinger -
Shirrell Heath -
Shobley -
Shootash -
Silchester -
Sleaford -
Smannell -
Soberton -
Somerley -
Somerstown -
South Baddesley -
South Boarhunt -
South Gorley -
South Harewood -
South Litchfield -
South Tidworth -
South Warnborough -
South Wonston -
Southampton -
Southbourne -
Southsea -
Southwick -
Sparsholt -
St Cross -
St Ives -
St Leonards -
St Mary Bourne -
Stamshaw -
Standford -
Stansted -
Stansted Park -
Steep -
Steep Marsh -
Steventon -
Stockbridge -
Stoke -
Stoke Charity -
Stokes Bay -
Stoney Cross -
Stratfield Turgis -
Stroud -
Stubbington -
Stuckton -
Stratfield Saye -
Stratfield Turgis -
Stubbington -
Sutton Scotney -
Swanmore -
Swanwick -
Swarraton -
Sway

## T
Tadley -
Tangley -
Temple Valley -
Thedden -
Thruxton -
Thruxton Down -
Tichborne -
Tidworth -
Tile Barn -
Timsbury -
Tinkers Cross -
Tipner -
Tiptoe -
Titchfield -
Totton and Eling -
Trotton -
Tufton -
Tufton Warren -
Tunworth -
Turgis Green -
Turmer -
Twyford -
Twyford Moors

## U
Up Nately -
Up Somborne -
Upham -
Upper Chute -
Upper Clatford -
Upper Enham -
Upper Farringdon -
Upper Froyle -
Upper Wield -
Upper Woodcott -
Upper Wootton -
Upton -
Upton -
Upton Grey

## V
Vernham Dean -
Vernham Street

## W
Wadwick -
Waggoners Wells -
Walhampton -
Waltham Chase -
Warblington -
Warnford -
Warsash -
Waterlooville -
Weeke -
Well -
Wellow -
Wells-in-the-Field -
West End -
West Heath -
West Meon -
West Stratton -
West Tisted -
West Wellow -
West Worldham -
Westbourne -
Western Docks -
Weston -
Weston Colley -
Weston Corbett -
Weston Patrick -
Weyhill -
Wherwell -
Wherwell Wood -
Whitchurch -
Whitehill -
Whiteley -
Whitnal -
Whitsbury -
Whitsbury Common -
Whitsbury Cross -
Whitway -
Wickham -
Wickham Common -
Widley -
Wildhern -
Winchester -
Winchfield -
Winklebury -
Winslade -
Winsor -
Wintershill -
Wivelrod -
Wolverton -
Wolverton Common -
Wonston -
Wood End -
Woodgreen -
Woodlands -
Woodmancote -
Woodmancott -
Woolmer -
Woolston -
Woolton Hill -
Wootton St Lawrence -
Worlds End -
Worthy Down -
Worting -
Wyck -
Wymering

## Y
Yateley